# جوستين لويس
جوستين لويس (30 ديسمبر 1982 - ) (بالإنجليزية: Justin Lewis)‏ هو لاعب كريكت زيمبابوي.

## وصلات خارجية
- جوستين لويس على موقع إي آس بي آن كريك إنفو (الإنجليزية)